# Penisa albilineata
Penisa albilineata är en fjärilsart som beskrevs av George Francis Hampson 1897. Penisa albilineata ingår i släktet Penisa och familjen nattflyn. Inga underarter finns listade i Catalogue of Life.